# Io, una ragazza e la gente/...E ci sei tu
Io, una ragazza e la gente/...E ci sei tu è il terzo singolo a 45 giri di Claudio Baglioni, pubblicato in Italia dall'RCA Italiana nel maggio del 1971.

## Il disco
La copertina raffigura Baglioni che suona la chitarra sotto un albero.
I due brani sono scritti da Baglioni e Antonio Coggio per la musica e dal solo Baglioni per i testi; sono editi dalle edizioni musicali RCA ed entrambi sono contenuti nell'album Un cantastorie dei giorni nostri.
Alla registrazione delle canzoni partecipano i "Cantori Moderni" di Alessandroni.

## Tracce
1. Io, una ragazza e la gente (testo: Claudio Baglioni – musica: Antonio Coggio e Claudio Baglioni)
2. ...E ci sei tu (testo: Claudio Baglioni – musica: Antonio Coggio e Claudio Baglioni)

## Brani
Io, una ragazza e la gente
Canzone spensierata, che nel testo descrive la vita di un giovane che ama girare per il mondo, venne presentata da Baglioni nel programma Speciale 3.000.000.
Nella ristampa su CD dell'album Un cantastorie dei giorni nostri per questa canzone è stato usato un master diverso da quello del vinile, per cui vi sono alcune rilevanti differenze, la più evidente riguarda una strofa in più presente nel CD (cantata dalla "ragazza").
L'arrangiamento del brano è curato da Antonio Coggio.
...E ci sei tu
Canzone d'amore estiva, da notare che nel ritornello vi sono i versi "...e ci sei tu che stai scoppiando dentro al cuore mio", che verranno ripresi tre anni dopo nella canzone E tu....
L'arrangiamento è curato dal maestro Paolo Ormi.